# Zoku Sugata Sanshiro
Zoku Sugata Sanshirō (續姿三四郎, Zoku Sugata Sanshirō) é um filme de 1945 escrito e dirigido por Akira Kurosawa. É baseado no romance de Tsuneo Tomita.
Zoku Sugata Sanshirō foi filmado no Japão pós-guerra, após a derrota japonesa na Segunda Guerra Mundial. Uma das histórias que compõem o filme tem reflexos nacionalistas, mas não faz alusões de superioridade do Japão sobre qualquer outra nação. Ao invés disso, focaliza a resistência ao abuso das forças de ocupação.
Mais de cinquenta anos antes das artes marciais misturadas atingir grande popularidade, o filme descreve as competições de tais artes marciais. Especificamente o boxe do Ocidente contra o judô e o judô contra o karatê. O episódio do atacante contra o grappling é similar às últimas sessões dos cinco primeiros Ultimate Fighting Championship.
Sanshiro Sugata é o judoca participando de ambas as competições e, de acordo com o espírito do judô, ele não procura machucar seus oponentes. Ao invés disso, Sugata os derrota com um mínimo de esforço e muita eficiência, sem sede de violência.